# Chuck Bednarik Award
Chuck Bednarik Award – przyznawana corocznie nagroda dla najlepszego zawodnika formacji defensywnej w futbolu akademickim występującego w rozgrywkach organizowanych przez National Collegiate Athletic Association. Przyznawana jest przez Maxwell Football Club. Wśród głosujących znajdują się trenerzy drużyn występujących w NCAA, członkowie Maxwell Football Club, dziennikarze ze Stanów Zjednoczonych. Nagroda przyznawana jest na cześć byłego zawodnika zespołu NFL Philadelphia Eagles, występującego na pozycji linebackera.
Organizacja Maxwell Club ma swoją siedzibę w Filadelfii, w stanie Pensylwania. Jej spotkania odbywają się w Atlantic City. Członkowie klubu mogą głosować na zawodników w organizowanych przez klub nagrodach. Jej obecnym prezesem jest Ron Jaworski, były quarterback zespołu Philadelphia Eagles.
Do tej pory najczęściej zwyciężali studenci uczelni Penn State, mającej swoją siedzibę w Pensylwanii. Triumfowali oni cztery razy, co stanowi prawie jedną czwartą wszystkich zwycięstw.

## Zdobywcy nagrody
| Rok  | Zawodnik          | Pozycja          | Uczelnia       |
| ---- | ----------------- | ---------------- | -------------- |
| 1995 | Pat Fitzgerald    | Linebacker       | Northwestern   |
| 1996 | Pat Fitzgerald    | Linebacker       | Northwestern   |
| 1997 | Charles Woodson   | Cornerback       | Michigan       |
| 1998 | Dat Nguyen        | Linebacker       | Texas A&M      |
| 1999 | LaVar Arrington   | Linebacker       | Penn State     |
| 2000 | Dan Morgan        | Linebacker       | Miami          |
| 2001 | Julius Peppers    | Defensive end    | North Carolina |
| 2002 | E. J. Henderson   | Linebacker       | Maryland       |
| 2003 | Teddy Lehman      | Linebacker       | Oklahoma       |
| 2004 | David Pollack     | Linebacker       | Georgia        |
| 2005 | Paul Posluszny    | Linebacker       | Penn State     |
| 2006 | Paul Posluszny    | Linebacker       | Penn State     |
| 2007 | Dan Connor        | Linebacker       | Penn State     |
| 2008 | Rey Maualuga      | Linebacker       | USC            |
| 2009 | Ndamukong Suh     | Defensive tackle | Nebraska       |
| 2010 | Patrick Peterson  | Cornerback       | LSU            |
| 2011 | Tyrann Mathieu    | Cornerback       | LSU            |
| 2012 | Manti Te'o        | Linebacker       | Notre Dame     |
| 2013 | Aaron Donald      | Defensive tackle | Pittsburgh     |
| 2014 | Scooby Wright III | Linebacker       | Arizona        |
| 2015 | Tyler Matakevich  | Linebacker       | Temple         |
| 2016 | Jonathan Allen    | Defensive tackle | Alabama        |

## Zdobywcy nagrody według uczelni
| Uczelnia       | Liczba zwycięstw |
| -------------- | ---------------- |
| Penn State     | 4                |
| LSU            | 2                |
| Northwestern   | 2                |
| Alabama        | 1                |
| Arizona        | 1                |
| Georgia        | 1                |
| Maryland       | 1                |
| Miami          | 1                |
| Michigan       | 1                |
| Nebraska       | 1                |
| North Carolina | 1                |
| Notre Dame     | 1                |
| Oklahoma       | 1                |
| Pittsburgh     | 1                |
| Temple         | 1                |
| Texas A&M      | 1                |
| USC            | 1                |